# Hanisa subnotata
Hanisa subnotata is een vlinder uit de familie van de echte spinners (Bombycidae). De wetenschappelijke naam van de soort is voor het eerst geldig gepubliceerd in 1859 door Francis Walker.